# متوازي وجوه سداسي
متوازي الوجوه السداسي أو متوازي السطوح السداسي، ويختصر في المراجع باسم متوازي السطوح أو متوازي الوجوه (بالإنجليزية: Parallelepiped)، هو متعدد الوجوه له 6 وجوه، كل منهن يتكون من متوازي الأضلاع الرباعي. الزوايا المشكلة بين تلك الوجوه ليس بالضرورة أن تكون قائمة، وإذا حدث هذا الامر، يسمى متوازي الوجوه السداسي في تلك الحالة متوازي المستطيلات، يتكون الأخير من 6 وجوه جميعها مستطيلات.